# Піла (Плешевський повіт)
Піла (пол. Piła) — село в Польщі, у гміні Хоч Плешевського повіту Великопольського воєводства.
Населення — 189 осіб (2011).
У 1975-1998 роках село належало до Каліського воєводства.

## Демографія
Демографічна структура станом на 31 березня 2011 року:
|          | Загалом | Допрацездатний вік | Працездатний вік | Постпрацездатний вік |
| -------- | ------- | ------------------ | ---------------- | -------------------- |
| Чоловіки | 91      | 17                 | 68               | 6                    |
| Жінки    | 98      | 25                 | 59               | 14                   |
| Разом    | 189     | 42                 | 127              | 20                   |